# Purāṇa

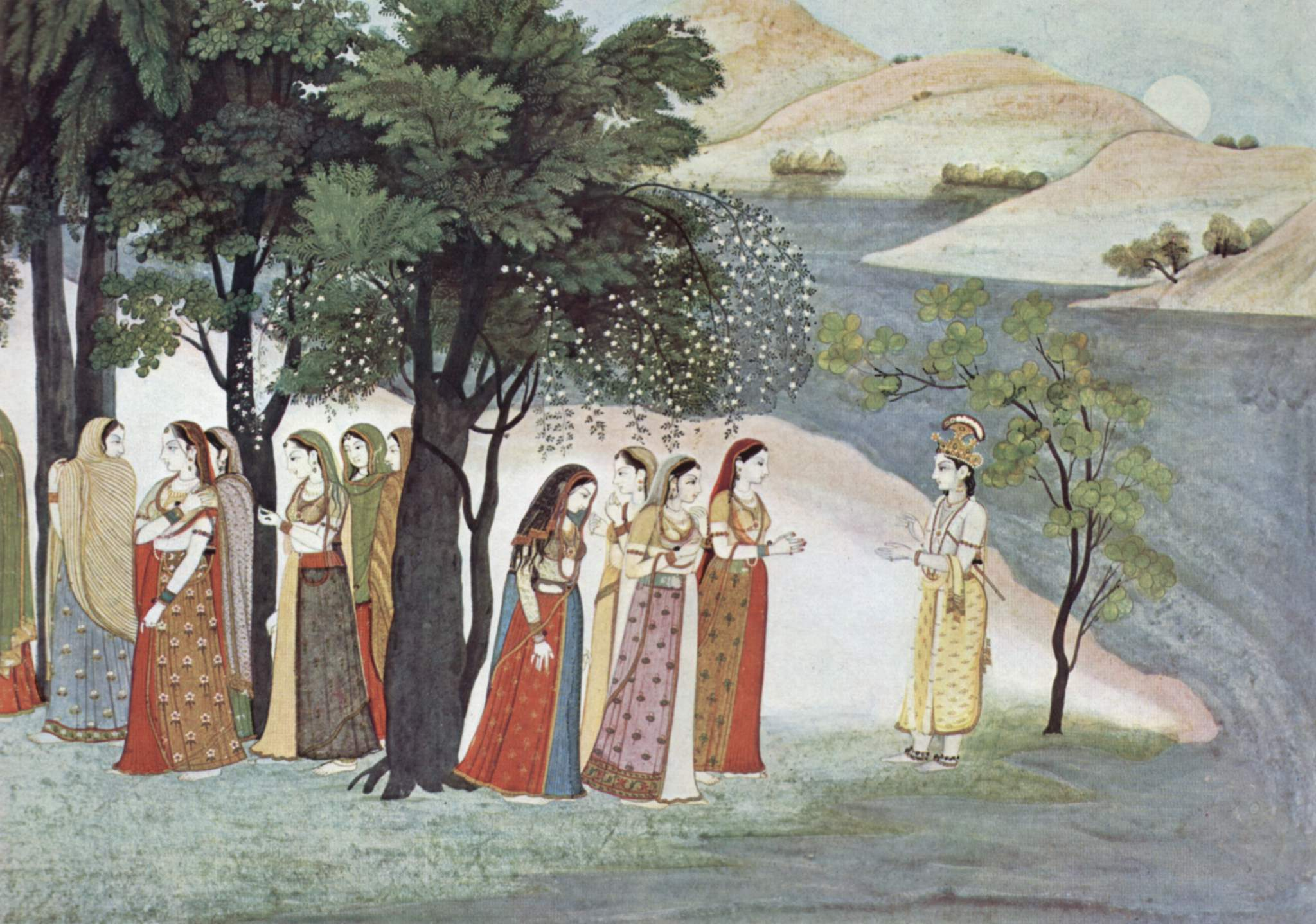
Immagine di una copia risalente al XVIII secolo del Bhāgavata Purāṇa che illustra Kṛṣṇa circondato dalle gopī

I Purāṇa (devanāgarī: पुराण; lett. "antiche [storie]") sono un gruppo di testi sacri hindū, redatti in lingua sanscrita, di carattere principalmente mitico e cultuale, il cui scopo primario è anche quello dell'educazione religiosa di coloro che non sono considerati dvija (i "nati due volte", i componenti delle prime tre caste hindū: brāhmaṇa, kṣatriya e vaiśya), quindi gli śudra e le donne, ai quali è severamente proibito l'ascolto o la lettura dei testi detti Shruti, ovvero le raccolte dei quattro Veda.
Per questa ragione i Purāṇa, che fanno parte della raccolta Smriti, sono indicati anche come il "quinto" Veda" già a partire dalla Chāndogya Upaniṣad. Dal punto di vista tradizionale, la letteratura degli Itihāsa-Purāṇa è una letteratura scritta a differenza di quella vedica che è originariamente trasmessa oralmente e fondata soprattutto sulla sonorità (śabda).

## Origini e stile
Il termine purāṇa compare già nelle scritture vediche con il significato di "antica tradizione" finendo per indicare, col tempo, quelle raccolte di narrazioni tradizionali inerenti ai miti e alle pratiche di culto, il cui autore, secondo la tradizione, sarebbe il mitico Vyāsa (lett. "il Compilatore").
Questi testi affondano, quindi e probabilmente, le loro radici in un passato remoto, essendo un vero e proprio ricettacolo di saperi tradizionali, originariamente narrati da bardi detti sūta.
La critica moderna ritiene, tuttavia, che i Purāṇa più antichi, considerati però nella forma giunta a noi, vadano fatti risalire a redazioni compiute nei primi secoli della nostra era. 
Così Stefano Piano:
(in Giuliano Boccali, Stefano Piano, Saverio Sani. Le letterature dell'India. Torino, Utet, 2000, p. 219)
Essendo prevalentemente indirizzati alle caste "inferiori", il sanscrito utilizzato in questi testi è piuttosto semplice, presentando perfino delle irregolarità grammaticali e delle frasi idiomatiche popolari, nonché influenze dialettali. Per la stessa ragione, la messa per iscritto e la copiatura di tali testi è, a differenza per quelli contenuti nella Shruti, considerata opera meritoria.
Tutti i Purāṇa presentano quindi numerose stratificazioni, nonché diverse parti in comune tra loro, oltre a interpolazioni e a revisioni continue: 
(Antonio Rigopoulos, Introduzione ai testi tradotti, in Hinduismo antico, vol.1 (a cura di Francesco Sferra). Milano, Mondadori, 2010, p. CXCVI-CXCVII)
Questo impedisce una loro precisa datazione, e cronologia, anche se il Bhāgavata-Purāṇa può essere considerato il più recente tra quelli detti "maggiori" (mahāpurāṇa).

## MahāpurāṇaeUpapurāṇa
Una iniziale canonizzazione dei testi purāṇici si avvia verso il III secolo a.C., fissandosi tra il III e il VII secolo d.C..
Tale canonizzazione procede lungo un mito eziologico presente, con leggere varianti, nel Matsya, nel Nārada e nello Skhanda Purāṇa, che vuole un originario purāṇa, composto da un miliardo di strofe, venire suddiviso e sintetizzato in 18 purāṇa per complessive 400.000 strofe. 
La più antica lista di diciotto testi puranici principali (detti Mahāpurāṇa) è contenuta nel Mahābhārata (per quanto resti il dubbio di un'interpolazione del testo): l'insieme formato di queste opere più l'altro grande Itihāsa indiano, il Rāmāyaņa, è stato definito come un quinto Veda, e per la portata massiva del loro insegnamento etico e religioso, e per l'importanza storica e culturale che questi testi hanno assunto attraverso i secoli. Vengono sovente indicati in letteratura con il composto Itihāsa-Purāṇa.
Accanto a questa lista di opere maggiori vennero compilate diverse liste elencanti diciotto Purāņa minori o secondari, detti Upapurāṇa, che sono in verità presenti in numero assai maggiore e trattano dei più svariati argomenti, i quali spesso non sono rintracciabili nei Mahāpurāṇa.

## Argomenti trattati
Viene tradizionalmente affermato che l'argomento affrontato dai Purāṇa è il pañcalakşaņa, ossia le "cinque caratteristiche distintive" qui di seguito elencate:
1. sarga (creazione [del cosmo]);
2. pratisarga (ciclicità [del cosmo]);
3. vaṃśa (genealogia [divina]);
4. manvantara (epoche [cosmiche], lett. "altro Manu");
5. vaṃśānucarita (genealogia dinastica).

In verità questi temi sono presenti solo in minima parte nelle opere e rappresentano più che altro un tentativo di canonizzazione teorica della letteratura puranica.
Si può dire che i Purāṇa si basano prevalentemente su testi di carattere mitologico che tendono in definitiva a sfociare nella glorificazione di una divinità piuttosto che un'altra (le più celebrate sono Vişņu, spesso sotto forma di avatāra, Śiva ,la Śakti e infine Brahmā), ma anche a esaltare il potere salvifico e purificatore di taluni luoghi sacri, periodi temporali, pratiche devozionali (bhakti) e qualità dello spirito. Questi testi, detti Māhātmya (contrazione di mahātman, traducibile non letteralmente con "grandezza"), costituiscono la parte prevalente di molti Purāṇa; ad essi sono poi associati altri tipi di testo, come le Gītā (canti divini che hanno come modello la celeberrima Bhagavadgītā), gli strota (inni laudativi) e varie storie di carattere edificante.
Tutte queste tipologie testuali sono indipendenti l'una dall'altra ma vengono associate insieme per formare quel quadro composito che è il Purāṇa, sebbene, almeno per quanto riguarda taluni Māhātmya, si abbiano attestazioni di una loro redazione autonoma.

## Classificazione deiPurāṇamaggiori
Esistono in letteratura varie classificazioni dei Purāṇa maggiori (Mahā Purāṇa): cronologiche, in base alle divinità o in base alle guṇa. Invero non esiste un accordo univoco fra gli studiosi in nessuna delle prime due classificazioni, e fra le tre quella in base alle divinità è forse la più aleatoria, dato che diversi Purāṇa contengono sezioni dedicate a più divinità (per esempio nello Śiva Purāṇa due capitoli sono dedicati a Viṣṇu).
Seguendo la classificazione in base alle tre guṇa, e cioè: rājas (generazione, passione: attributo di Brahmā); tāmas (dissolvimento, oscurità: attributo di Śiva); sāttva (mantenimento, verità: attributo di Viṣṇu), abbiamo la seguente classificazione:
- Rājasika Purāṇa:
  - Bhaviṣya Purāṇa
  - Brahmā Purāṇa
  - Brahmavaivarta Purāṇa
  - Brahmāṇḍa Purāṇa
  - Mārkaṇḍeya Purāṇa
  - Vāmana Purāṇa
- Tāmasika Purāṇa:
  - Agni Purāṇa
  - Kūrma Purāṇa
  - Liṅga Purāṇa 
  - Matsya Purāṇa
  - Śiva Purāṇa
  - Skanda Purāṇa
- Sāttvika Purāṇa:
  - Bhāgavata Purāṇa
  - Garuḍa Purāṇa
  - Nāradīya Purāṇa
  - Padma Purāṇa
  - Varāha Purāṇa
  - Viṣṇu Purāṇa

## Il phala
Il fine ultimo posto dai Purāṇa è l'acquisizione di un phala (lett. "frutto", in questo caso traducibile con "merito spirituale"). Esso si può ottenere nei modi più vari (nelle singole opere spesso si possono trovare indicazioni specifiche): principalmente attraverso la lettura, l'ascolto del testo e rendendo devozione al dio in esso celebrato, ma anche seguendo le indicazioni date sul pellegrinaggio in luoghi sacri e addirittura semplicemente possedendolo o facendone dono a un brahmano.

## Traduzioni italiane di Purāṇa
- Srimad Bhagavatam. La saggezza di Dio, a cura di Swami Prabhavananda, Ubaldini Editore, Roma 1978
- Il libro di Krsna. Un riassunto completo del decimo canto dello Srimad Bhagavatam, a cura di B.V. Swami Prabhupada, The Bhaktivedanta Book Trust Italia, Roma 1989